# Arichanna rubrivena
Arichanna rubrivena là một loài bướm đêm trong họ Geometridae.